# 6. Kongres Stanów Zjednoczonych

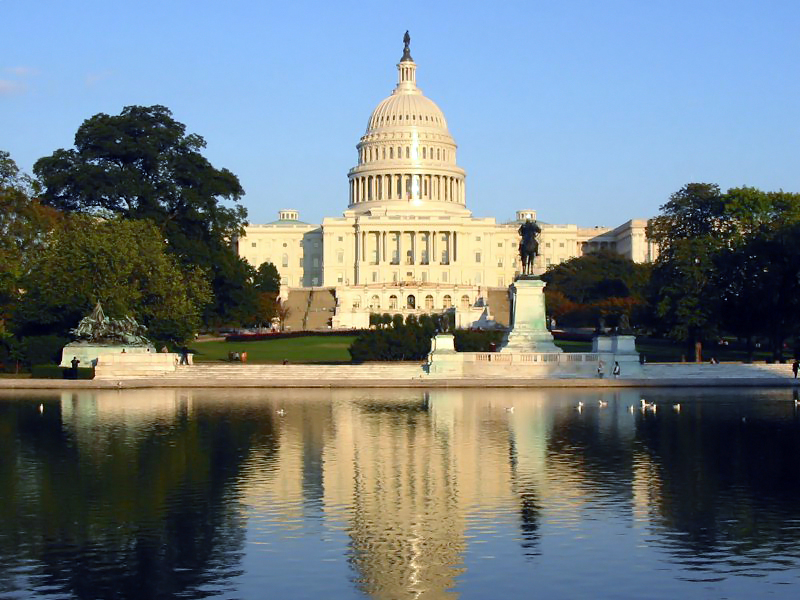
Budynek Kongresu Stanów Zjednoczonych

6. Kongres Stanów Zjednoczonych – szósta kadencja amerykańskiej federalnej władzy ustawodawczej trwająca od 4 marca 1799 roku do 3 marca 1801 roku. W skład Kongresu Stanów Zjednoczonych wchodzą dwie izby: Senat Stanów Zjednoczonych oraz Izba Reprezentantów Stanów Zjednoczonych.

## Posiedzenia
Podczas 6. Kongresu Stanów Zjednoczonych miały miejsce dwa posiedzenia.
- Pierwsze posiedzenie trwało od 2 grudnia 1799 roku do 14 marca 1800 roku i odbyło się w Filadelfii.
- Drugie posiedzenie trwało od 17 listopada 1800 roku do 3 marca 1801 roku i odbyło się w Waszyngtonie.

## Senat Stanów Zjednoczonych
Podczas tej kadencji do Senatu wybierano senatorów 2. klasy. Senatorzy 1. klasy byli wybrani wcześniej w wyborach do 5. kadencji Kongresu, zaś senatorzy 3. klasy w wyborach do 4. kadencji Kongresu.
Funkcję przewodniczącego pro tempore Senatu pełnili kolejno Samuel Livermore reprezentujący stan New Hampshire, Uriah Tracy reprezentujący stan Connecticut, John Eager Howard reprezentujący stan Maryland oraz James Hillhouse reprezentujący stan Connecticut.

### Skład Senatu
| Stan                | Klasa | Senator                | Uwagi |
| ------------------- | ----- | ---------------------- | --- |
| Connecticut         | 1     | James Hillhouse        | |
| Connecticut         | 3     | Uriah Tracy            | |
| Delaware            | 1     | Henry Latimer          | Zrezygnował 28 lutego 1801 roku. |
| Delaware            | 1     | Samuel White           | Mianowany a następnie wybrany aby wypełnić wakat spowodowany rezygnacją Henry’ego Latimera z dniem 28 lutego 1801. Jednak objął urząd dopiero 4 marca 1801 roku podczas specjalnej sesji Senatu na początku siódmej kadencji Kongresu. |
| Delaware            | 2     | William Hill Wells     | |
| Georgia             | 2     | Abraham Baldwin        | |
| Georgia             | 3     | James Gunn             | |
| Karolina Południowa | 2     | Charles Pinckney       | |
| Karolina Południowa | 3     | Jacob Read             | |
| Kentucky            | 2     | John Brown             | |
| Kentucky            | 3     | Humphrey Marshall      | |
| Karolina Północna   | 2     | Jesse Franklin         | |
| Karolina Północna   | 3     | Timothy Bloodworth     | |
| Maryland            | 1     | John Eager Howard      | |
| Maryland            | 3     | James Lloyd            | Zrezygnował 1 grudnia 1800 roku. |
| Maryland            | 3     | William Hindman        | Wybrany aby wypełnić wakat spowodowany rezygnacją Jamesa Lloyda i objął urząd 15 grudnia 1800 roku. |
| Massachusetts       | 1     | Benjamin Goodhue       | Zrezygnował 8 listopada 1800 roku. |
| Massachusetts       | 1     | Jonathan Mason         | Wybrany aby wypełnić wakat spowodowany rezygnacją Benjamina Goodhue i objął urząd 19 grudnia 1800 roku. |
| Massachusetts       | 2     | Samuel Dexter          | Zrezygnował 30 maja 1800 roku. |
| Massachusetts       | 2     | Dwight Foster          | Wybrany aby wypełnić wakat spowodowany rezygnacją Samuela Dextera i objął urząd 21 listopada 1800 roku. |
| New Hampshire       | 2     | Samuel Livermore       | |
| New Hampshire       | 3     | John Langdon           | |
| New Jersey          | 1     | James Schureman        | Wybrany aby wypełnić wakat spowodowany rezygnacją Johna Rutherfurda podczas 5. Kongresu i objął urząd 3 grudnia 1799 roku. Ustąpił 16 lutego 1801 roku.                                                                                |
| New Jersey          | 1     | Aaron Ogden            | Wybrany aby wypełnić wakat spowodowany rezygnacją Jamesa Schuremana i objął urząd 3 marca 1801 roku. |
| New Jersey          | 2     | Jonathan Dayton        | |
| Nowy Jork           | 1     | James Watson           | Zrezygnował 19 marca 1800 roku. |
| Nowy Jork           | 1     | Gouverneur Morris      | Wybrany aby wypełnić wakat spowodowany rezygnacją Jamesa Watsona i objął urząd 3 maja 1800 roku. |
| Nowy Jork           | 3     | John Laurance          | Zrezygnował w sierpniu 1800 roku. |
| Nowy Jork           | 3     | John Armstrong Jr.     | Wybrany aby wypełnić wakat spowodowany rezygnacją Johna Laurance'a i objął urząd 8 stycznia 1801 roku. |
| Pensylwania         | 1     | James Ross             | |
| Pensylwania         | 3     | William Bingham        | |
| Rhode Island        | 1     | Theodore Foster        | |
| Rhode Island        | 2     | Ray Greene             | |
| Tennessee           | 1     | Joseph Inslee Anderson | Wybrany 12 grudnia 1798 roku aby wypełnić wakat spowodowany rezygnacją Andrew Jacksona podczas 5. Kongresu i objął urząd 2 grudnia 1799 roku.                                                                                          |
| Tennessee           | 2     | William Cocke          | |
| Vermont             | 1     | Nathaniel Chipman      | |
| Vermont             | 3     | Elijah Paine           | |
| Wirginia            | 1     | Stevens Thomson Mason  | |
| Wirginia            | 2     | Wilson Cary Nicholas   | Wybrany aby wypełnić wakat spowodowany śmiercią Henry’ego Tazewella podczas 5. Kongresu i objął urząd 3 stycznia 1800 roku. |

## Izba Reprezentantów Stanów Zjednoczonych
Spikerem Izby Reprezentantów 2 grudnia 1799 roku został wybrany Theodore Sedgwick reprezentujący stan Massachusetts.